# Wacker Thun
Wacker Thun – szwajcarski klub piłki ręcznej mężczyzn z siedzibą w Thun. Obecnie występuje w 1. lidze szwajcarskiej. Zdobywca Pucharu Challenge w sezonie 2005.

## Skład w sezonie 2013/2014
| Numer | Pozycja               | Zawodnik              |
| ----- | --------------------- | --------------------- |
| 1     | bramkarz              | Andreas Merz          |
| 3     | lewy skrzydłowy       | Luca Linder           |
| 6     | prawy skrzydłowy      | Jonas Dähler          |
| 7     | prawy rozgrywający    | Nikola Isailović      |
| 8     | lewy rozgrywający     | Borna Franic          |
| 10    | lewy skrzydłowy       | Thomas Lanz           |
| 11    | środkowy rozgrywający | Roman Caspar          |
| 13    | obrotowy              | Reto Friedli          |
| 14    | lewy rozgrywający     | Lukas von Deschwanden |
| 15    | środkowy rozgrywający | Remy Bhend            |
| 16    | bramkarz              | Marc Winkler          |
| 17    | obrotowy              | Georgios Chalkidis    |
| 18    | środkowy rozgrywający | Thomas Rathgeb        |
| 19    | środkowy rozgrywający | Stefan Huwyler        |
| 20    | bramkarz              | Nick Eggenberger      |
| 21    | prawy skrzydłowy      | Markus Hüsser         |
| 23    | prawy rozgrywający    | Fabian Studer         |